# Котула, Катажина
Катажина Агата Котула (пол. Katarzyna Agata Kotula; род. 1 февраля 1977, Грыфино, Западно-Поморское воеводство) — польский преподаватель и политический деятель. Член партии «Новые левые». Министр по делам равенства Республики Польша с 13 декабря 2023 года. Депутат Сейма Польши IX и X созывов с 2019 года. Феминистка.

## Биография
Родилась 1 февраля 1977 года в Грыфино в Западно-Поморском воеводстве.
В детстве занималась теннисом в клубе «Энергетик» В Грыфино. В ноябре 2022 года обвинила своего бывшего тренера Мирослава Скшипчиньского, избранного в 2017 году президентом Польской ассоциации тенниса (PZT), в растлении и изнасиловании. 22 ноября 2022 года в интервью порталу Onet Wiadomości Котула заявила, что тренер Скшипчиньский несколько раз насиловал её, когда ей было 13—14 лет. Также она обвинила тренера в сексуальных домогательствах в отношении других несовершеннолетних воспитанников. 24 ноября глава Польской ассоциации тенниса Мирослав Скшипчиньский ушёл в отставку.
В 2016 году получила степень магистра английской филологии в Университете имени Адама Мицкевича в Познани.
Около 20 лет преподавала английский язык в частной языковой школе и общеобразовательной школе в Грыфино.
Является активисткой и лидером «женской забастовки», которая с 2016 года проводится в Польше против ужесточения абортного законодательства.
Занимается поддержкой людей с инвалидностью, выступает за внедрение Конвенции ООН о правах инвалидов.
Приняла участие в создании партии «Весна Роберта Бедроня». Баллотировалась на выборах в Европейский парламент 26 мая 2019 года в 13-м избирательном округе (Любушское и Западно-Поморское воеводства), получила 3143 голоса и не была избрана.
По результатам парламентских выборов 13 октября 2019 года избрана депутатом Сейма Польши IX созыва в 41-м (Щецинском) избирательном округе в Западно-Поморском воеводстве по списку партии «Союз демократических левых сил» (SLD) в рамках коалиции «Левые», получила 7557 голосов. В Сейме она стала заместителем председателя комитета по регламенту, делам депутатов и иммунитетам и членом комитета по социальной политике и семье. В октябре 2020 года она стала пресс-секретарем «Весны». В июне 2021 года, после роспуска «Весны», стала членом партии «Новые левые». В ноябре избрана сопредседателем отделения партии «Новые левые» в Западно-Поморском воеводстве. По результатам парламентских выборов 15 октября 2023 года переизбрана депутатом Сейма Польши X созыва в 25-м (Гданьском) избирательном округе в Поморском воеводстве от «Новых левых»  в рамках коалиции «Левые», получила 33 122 голоса.
На пресс-конференции накануне первого заседания Сейма X созыва 13 ноября 2023 года депутаты Сейма Катажина Котула и Анна-Мария Жуковская, а также сенатор Магдалена Беят объявили о внесении двух законопроектов: о либерализации закона об абортах и о декриминализации абортов.
12 декабря утверждена Сеймом, а 13 декабря 2023 года приведена к присяге как министр по делам равенства в коалиционном правительстве под председательством Дональда Туска.

## Личная жизнь
Имеет дочь.